# لود رانر
لود رانر (بالإنجليزية: Lode Runner)‏ ، هي لعبة فيديو إلكترونية من نوع منصات وألغاز، وهي أقوى الألعاب الإلكترونية شعبية، نشرت سنة 1983م على يد المصمم الأمريكي دوغلاس سميث وتوفر لعدة إصدارت ومنها نينتندو إنترتينمنت سيستم وأتاري إس تي.

## مهمة اللعبة
يقوم بطل اللعبة بجمع قطع ذهبية في الكهف للحد من سيطرة الأشرار وتجنب الاحتكاك معهم، وفي حال اكتمل جمع الذهب المنثرة يظهر فجأة السلم لينجو نفسه من ملاحقة الأشرار.